# Замок Кройцбург (Россия)
Замок Кройцбург (нем. Kreuzburg(Creuzburg)) — замок Тевтонского ордена существовавший в XIII —- XVII вв. Располагался на холме близ поселка Славское Багратионовского района Калининградской области. Непродолжительное время был резиденцией комтура, перенесенной затем в Бранденбург. С 1325 — административный центр каммерамта Кройцбург Бранденбургского комтурства. После 1455 был заложен и перешел в руки частных владельцев. Закладная окончательно выкуплена государством в 1585, но замок уже начали разбирать на стройматериалы. К началу XIX века уцелели часть стены на южной стороне, остатки западной стены и фундаменты.

## Основание
Орден основал свой замок на месте взятой герцогом Брауншвейг-Люнебургским Отто в 1240 году прусской крепости рода Солидов. Удаленный от Бальги на 30 км вглубь, Кройцбург стоял на реке Майской (Pasmar). Площадка с трех сторон была окружена ручьями и мысом вдавалась в глубокий овраг. Доступ к замку имелся только с юга. С этой стороны были вырыты два глубоких рва (20-25 м.) и насыпаны два высоких вала (до 10 м.), укрепленных деревянным палисадом с надвратными башнями. За ними стоял форбург, отделенный от замка ещё одной линией укреплений. Замок получил название Кройцбург (крепость Креста) в честь орденского замка, утраченного при изгнании Тевтонского ордена из Бурценланда в 1225 году.
Во время первого прусского восстания замок в 1243 году сожгли пруссы. В 1253 отстроен заново. Площадка замка была спланирована с наклоном, чтобы не застаивалась дождевая вода, а двор вымощен полевым камнем. Были построены деревянные блокгаузы для гарнизона. Замок имел теперь два форбурга: один на юге — отделенный от замка рвом, а второй на востоке — за оврагом. Вблизи замка вскоре появилось поселение.

## Великое восстание
В 1260 Кройцбург был осажден натангами. Пруссам удалось захватить восточный форбург, но попытки развить успех провалились, и они вынуждены были перейти к планомерной осаде. Осаждавшие блокировали замок тремя укрепленными лагерями: первый на возвышенности, где позднее находился церковный двор, второй на месте сожженного форбурга, третий с южной стороны, на месте будущего городского выгона. Они установили три камнемета и интенсивно обстреливали замок. Орденский гарнизон отбил все попытки взять замок штурмом, кроме того, рыцари делали неоднократные вылазки. Осада затянулась, но оказалась настолько плотной, что подвозить припасы и поддерживать связь с Бальгой было невозможно. В 1263 у осажденных закончились продукты, начался голод, осложненный тем, что кроме гарнизона в замке нашли убежище окрестные христиане. Пришлось питаться шкурами животных. Потеряв надежду на деблокирование, оборонявшиеся ночью незаметно оставили замок, отойдя по оврагу. Обнаружив утром, что укрепление покинуто, пруссы организовали преследование. Отступавший гарнизон был настигнут и почти полностью перебит. Спаслись только двое орденских братьев, сумевших пробиться к Бальге.

## Кирпичный замок
Ответственным за восстановление замка (пфлегером), начавшееся в 1274, назначили орденского рыцаря Рудевиха. В 1275 замок восстановили в прежнем виде. На короткое время Кройцбург стал резиденцией комтура, которая в 1277 году была перенесена в Бранденбург. После 1309 началась перестройка замка из кирпича на каменном фундаменте. В соответствии с местностью основание замка имело форму неправильного ромба. Фасад с воротами был обращен на юг. С запада находилось здание, состоявшее из трех частей. Толщина стен в районе фундамента с этой стороны достигала 2 метров. Далее шла полукруглая башня. Затем тянулось здание, предположительно имевшее со стороны двора крытую галерею. На северной стороне находился флигель. С внешней стороны к нему примыкала большая четырёхугольная башня, стены которой у фундамента составляли 2,5 м в толщину. С восточной стороны замок замыкал флигель длиной 22 м, в котором находилась кухня. На юге флигель примыкал к башне с воротами. В замке располагалась капелла святого Леонарда. Общая протяженность замка с юга на север составляла около 75 м, с запада на восток — около 45 м. Находившийся к югу от замка форбург имел подпорную стену из валунов. Сам форбург был окружен крепкой стеной, в южной части которой были ворота. В юго-восточном углу, возможно, находилась башня (сохранилось большое количество валунов). В ней размещались жилые и хозяйственные постройки.
Рядом с замком вновь образовалось поселение — «лишке», которое 21 января 1315 получило права города от маршала ордена Генриха фон Плоцк. С 1325 замок был административным центром каммерамта Кройцбург Бранденбургского комтурства. В 1421 каммерамту подчинялся округ, располагавший 700 хуфами пахотной земли. Налог с мельниц и трактиров составлял 950 марок. Непосредственно замку принадлежало орденское поместье в 10 хуф, а также поместье Кузиттен с 10 хуфами земли.

## Замок в частном владении
В самом начале Тринадцатилетней войны замок захвачен войсками Прусского союза, но уже в 1455 он вновь перешел в руки ордена. По II Торуньскому миру 1466 Кройцбург оставался за орденом. Но из-за отсутствия денег орден был вынужден заложить город и замок за 2383 марки предводителям наемных отрядов Ансельму Теттау и Михаэлю Гройзингу. Епископ Иоган из Ризенбурга выкупил закладную в 1497. После смерти Иогана в 1505 Кройцбург перешел к его преемнику — епископу Хиобу фон Донебек.
В 1520, во время Польско-тевтонской войны замок штурмовали поляки. После секуляризации в 1525 Кройцбург неоднократно закладывался. В 1565 герцог Альбрехт подарил город и замок своему фавориту Паулю Скалиху, называвшему себя «владетельным князем Кройцбурга». К этому времени из-за отсутствия надлежащего ремонта замок сильно обветшал и его стали разбирать на стройматериалы. После Скалиха Кройцбургом владели Каспар фон Фазолт, Альбрехт Трухзес фон Ветцхаузен и Мельхиор фон Крейцен. В 1585 закладная была выкуплена. С тех пор город и остатки замка принадлежали государству.

## Остатки замка
В XVII в. замок продолжали разбирать на стройматериалы. Уцелели лишь часть стены на южной стороне, остатки западной стены и фундаменты. По этим фрагментам лейтенант И. М. Гизе начертил план замка, который не сохранился до нашего времени. В 1881 владелец мельницы Райхерманн организовал на месте замка раскопки, в результате которых был составлен план замка и найдено несколько подвалов. Были обнаружены также два слоя булыжного покрытия двора.
В XX в. замковый холм и форбург использовались как зона отдыха: над обрывом поставили скамейки, откуда открывался прекрасный вид на речку.
Во время Второй мировой войны в этом районе в 1945 велись ожесточенные бои, город Кройцбург был сильно разрушен.
После войны город так и не восстановили, на его территории создали совхоз, а населенный пункт получил название Славское.
По состоянию на 2001 г. на территории бывшего замка сохранился фрагмент оборонительной стены, окруженный деревьями и кустарником. Его размеры составляют: 8 м в длину, 1,5 в ширину и до 4 м в высоту. По периметру просматриваются фундаменты. Замковый холм местами оплыл, его форма значительно видоизменилась. В районе форбурга устроено кладбище, в юго-восточном углу, на месте предполагаемой башни, обнаружено большое количество полевого камня.